# 商人
商人（しょうにん、しょうひと、あきびと、あきゅうど）（「あきんど」と読むこともあるが、くだけた読みであり、公式の場では用いない。）
- 商業を営む人。「しょうにん」と読む。本稿で後述。
- 商法学における基本概念の一つ。 「しょうにん」と読む。自己名義で商行為をなすことを業とする者。本項でも触れるが、商人 (商法)で詳説。
- 中国の古代王朝の一つである商（殷）の国民若しくは出身者、又は彼らの子孫。「しょうひと」と読む。中国で最も早くから、ある場所で安価で購入した物資をその物資に乏しい別の場所で高価で売却して差益を稼ぐことを生業とする者が現れた民族といわれる[1]。ただし言語学的には、商売の「商」は「当」（相当する）からの派生語と考えている学者もいる。[2]。

## 概要
商人は、商業を営む人である。すなわち基本的には、人と人の間（「人」は法人も含む）、たとえば生産者と消費者の間、あるいは生産者と生産者の間に介在し、モノの売り買いを行うことで利潤を得ることを業としている人のことであり、たとえば小売業者や卸売業者である。広義には、モノの売買だけでなくサービスその他無形のもののやりとりで利潤を得ることを業としている人も含み、不動産賃貸業、物品賃貸業（レンタル業者、リース業者等）、金融業、保険業、広告宣伝業 等々等々を業としている人も含む。また広義には商法が定義する商人のように「自己の名をもって商行為をなすを業とする者」（固有の商人）および擬制商人も商人とされる（法人も含む）。

## 歴史

### 古代（紀元前 - 8世紀）
古代では、フェニキア人、ヴァイキング、プトゥン人などが海路や水路を用いて、ベドウィン、トゥアレグ、ハウサ人などが砂漠を移動して、ユダヤ人、アルメニア人などは宗教的背景によって、共同体として交易を継続的に行った。

メソポタミアのシュメールやバビロニアには、身分動機の交易者であるタムカルムがおり、王により設定された財を交易した。シュメール文字による商取引による記録（4350年前の粘土板）も残っており、この発明（文字と粘土板による記録）によって、取引や交換の管理が容易となった。
紀元前15世紀頃から紀元前8世紀頃にフェニキア人が地中海の海上交易で繁栄した。
古代ギリシアでは、ポリス外で取引する者をエンポロス、ポリス内で取引をする者をカペーロスと呼び、利潤動機の交易者としてメトイコイと呼ばれる自由身分の外国人が存在し、メトイコイの多くはエンポロスとして働いた。対外交易が行われる場には両替商がいた。
古代ローマでは初代皇帝アウグストゥスが艦隊を創設し地中海の治安を保ったことでローマの経済発展が促されたといい、ローマ郊外のオスティアは海の玄関口となり、地中海世界からさまざまな産物を積んだ船が入り、町には小麦、ワイン、オリーブ油などの店が並び居酒屋もあった。当時ローマと中央アジアの間には、イラン系遊牧騎馬民族のパルティア王国が勢力を広げ、ローマの交易を妨げていたが、1世紀の商人がギリシア語で書いた『エリュトゥラー海案内記』には紅海やインド洋の様子が書かれ「インド洋に吹く南西の季節風はそこを横断する航海術を発見した人の名にちなんでヒッパロスと呼ばれている」記しており、すなわちローマの商人はパルティアに支配された陸路の代わりにインド洋を交易ルートに使い中央アジアと交易していたことが分かる。古代ローマの船の残骸が1972年に南フランスで発見され、全長40mもの船が交易に使われていたらしいことが分かった。中国の歴史書『後漢書』には、「桓帝の延憙九年（西暦166年）に大秦国王の安敦（アントン）が遣わした使者が日南郡に訪れて象牙・犀角・玳瑁を献上した。初めて（大秦と漢は）交流を持つことができた」という記事があり、この安敦（アントン）は、ローマ皇帝のマルクス・アウレリウス・アントニヌスであろう、と言われている、この使者の記録はローマ側に一切残っていないので、インド洋方面で活動したローマの商人が漢王朝との交易を望み「皇帝の使節」と自称したのだろうとされている。「日南郡」は現在のベトナムにあたり、ともあれ古代ローマの商人の活動は現在のベトナムあたりにまで及んだことが分かる。古代ローマはイタリア半島の人口の1/3が奴隷、ローマの市街では人口の半分近くが非市民の奴隷と解放奴隷という奴隷だらけの社会で、普通の市民の家庭でも1 -2名の奴隷を使うという社会であったが、ローマの商人は一家族あたり4人の奴隷を使い贅沢な暮らしを維持していた。
中国においては、前漢に塩の専売制が布かれ国の重要な収入となった。また塩鉄論が起こり、鉄と酒も専売制が布かれた。古代エジプトでは、パピルスの専売制が布かれ、製造方法も秘密とされた。これがもとで羊皮紙が作られるようになったと言われている。

この時期、ユーラシア大陸の西端に隆盛したローマ帝国と東端に興った秦・漢帝国の交易は、後代に渡って莫大な利益を生み、北方の「草原の道」、大陸内陸部の「オアシスの道」、大航海時代の「海の道」をシルクロードと呼んだ。ただし、それ以前からスキタイ、匈奴、突厥などの遊牧民族が東西の文化交流、交易で活躍したと考えられる。ソグド人は、アケメネス朝の記録に初めて名前が記され、中央アジアの遊牧民族国家として中国の唐代まで商胡と呼ばれ、シルクロードで活躍し、ソグド語がシルクロードの共通語ともされるほど栄えた。
経済圏の拡大により、物々交換に代わって通貨が使用されるようになるが、それでも大量の貨幣を持ち運ぶのが支障になるため、古代エジプトやカルタゴは、パピルスや革を利用した一種の紙幣を交易に利用したが、ローマ帝国によって断絶した。

### 中世（8世紀 - 11世紀）
ローマ帝国に代わったイスラム帝国の拡大によってイスラム法（シャリーア）のもとで商慣習が統一され、アッバース朝成立後の8世紀以降は地中海、西アジア、インド洋で商業が急激に発達した。地中海のユダヤ、エジプト、シリア商人とシルクロードのソグド人を含む内陸の商人、ペルシア湾やインド洋の商人はイスラーム圏の影響の元で活動し、ムスリム商人は、中国の唐でも取引を行った。商人たちが協働するための制度として、イタリアのコンメンダやソキエタス（ヴェネツィアのコレガンティア）、東ローマ帝国のクレオコイノーニャ、イスラーム世界のキラード、ムダーラバなどが整備され、共同で事業経営をするシルカという制度も発達した。タージル（アラビア語で商人）と呼ばれるイスラーム圏の大商人は、ワジールなどの政府要職に任命され、ワクフ（基金を集め公共サービスを行う者、その習慣）によって都市機能を維持して社会的地位を高めた。
11世紀頃の人物とされるディマシュキーは、先駆的な商業書である『商業の美』において、商人をハッザーン、ラッカード、ムジャッヒズに分け、その役割と重要性について論じている。ハッザーンは、倉庫業や卸売で市場において高い時期に売り、安い時期に貯蔵する。つまり売買時期の差額で儲ける。ラッカードは、運送業や行商で商品の値段が高い場所で売り、安い場所で買う。すなわち空間的な差を利用して差額で儲ける。ムジャッヒズは、貿易業者や大規模な問屋で各地の代理店も使って貿易を行い、時間と空間の差を組み合わせて儲ける者である。
イスラム商人の活躍に対してソグド人は、安史の乱によって大打撃を受け、次第に姿を消した。ソグド人を重用したウイグルも唐朝との馬やラクダの交易で繁栄したが、唐との関係が悪化すると交易も断たれる。
イタリアの商人は、十字軍をきっかけに北ヨーロッパとの関係を強め、ジェノヴァ、ピサ、ヴェネツィアは、十字軍を援助して戦利品や特権の獲得に加えて債権も得た。ただし十字軍の債務を放棄する国家も現れ、貸し倒れになった銀行もあった。またイタリア商人は、直接、イスラム教圏と取引するようになる。
イタリア商人の台頭により、ヨーロッパ在住ユダヤ人はイスラム教圏在住ユダヤ人との取引を独占することで公的に認められた唯一の交易商人としての保護を失った。また迫害によって農業や手工業、公職からも追放されたため貸金業や質屋、両替商に活動の場を移すことになる。ドイツを中心とする北ヨーロッパ在住の「金貸しのユダヤ人（アシュケナジム）」のイメージは、ここから来ている。しかしそれらの市場も次第に奪われるようになった。15世紀、イベリア半島のレコンキスタが終結し、迫害が強まって多くのユダヤ人は、オスマン帝国や地中海沿岸に移住した。
8世紀の中国は、唐朝の中頃で758年に塩と鉄の専売制を布いた。特にシルクロードの由来ともなった絹の人気をはじめ数々の手工業は、官営化され産業が保護された。また”行”と呼ばれる商売をする場所、扱う商品を決められた同業者組合が作られた。現在の「銀行」もこれが語源といえる。政府が管理する行商の集まる市場が長安は、東西に二ヵ所、洛陽は、南北西の三ヵ所に開かれた。10世紀の中国は、五代から宋代にかけて技術の進歩により農業や手工業が促進し、生産量だけでなく特産品が増え、地域の経済格差が広がった。特に有名なのが景徳鎮をはじめとする青磁、白磁などの窯業である。この事は、商人にとって射幸心を刺激される土壌であり、大いに栄えた。大規模な商業圏を移動する行商人を客商と呼び、地元商人を座商とした。また倉庫業を営む者は邸店、小売店は舗戸、仲介人は牙人と呼ばれた。さらに地域ごとに活動する商幇などが活躍した。経済圏は、中国内部に留まらず西アジアや東南アジアにまで広がった。宋朝は、唐代に根付いた茶の人気に着目し、専売制が布かれ茶商が栄えた。また茶器・茶道具として様々な美術品が販売・生産されるようになった。
日本の文献で専門の商人が現れるのは、8世紀以降である。それ以前は、貨幣経済が浸透せず711年（和銅4年）に蓄銭叙位令まで発せられた。平城京には、都城の内部に官営の市が設けられ、市籍をもつ商人が売買を行った。平安京には、東西の市が設けられ、市籍をもたぬ商人もふくめて売買がなされ、各地の特産物などが行商された。院政期や平氏政権の時期には、京都をはじめとして常設店舗をもつ商人が現れ、彼らは、寺社や権門勢家と結びついて自らの力を保持ないし拡大しようとした。864年（貞観6年）には、市籍人が貴族や皇族に仕えることを禁じた命令が出されている。日本も独自の貨幣を鋳造したが、手間を省くために宋銭を使用するようになったが偽造貨幣が出回った。これを鐚と呼んだが、偽造貨幣と知られながら宋銭の半値で使用された。

### 近世（11世紀 - 16世紀）
銀行は、資金調達や財政管理の能力によって権力者への影響力を強めた。イタリア商人の北ヨーロッパに対する債権は、商品の形をとりシャンパーニュの大市などで取引をされた（債権売買）。イタリア商人は、教皇庁の財政とも結びつき、教会の収入を送金する金融業を行うようになる。フィレンツェのバルディ家やペルッツィ家などの銀行家は、王侯貴族に貸付をし、彼らの財政収入を担保とした。取り分けメディチ家は、隆盛を極めた。北ヨーロッパでは、ハンザと呼ばれる遠隔地商人が都市の有力市民となり、都市間の商業同盟を結んでドイツを中心にハンザ同盟が成立した。これらの経済的繁栄は、文芸復興に結びつき華やかな文化を育てることになる。しかしオスマン帝国の伸長と16世紀の大航海時代が始まると大量の銀、金がヨーロッパに流れ込み通貨の価値が下落する価格革命が起こる。
13世紀から14世紀まで中国の元朝では、モンゴル人は、交易に加わらず、特権ムスリム商人（オルトク）によって帝国内の財政や交易を担当させた。またモンゴル帝国は、金朝の制度を継承して紙幣（交鈔）を発行させた。やがてモンゴル帝国が零落するとシルクロードやムスリム商人の活動圏は、オスマン帝国が継承し、その莫大な収益を独占した。またオスマン帝国は、地中海にも進出したためイタリア商人を排斥し、代わってイスラム教圏に住むユダヤ人セファルディムが活躍した。さらに欧州から移住するユダヤ人も国内に住まわせた。同じく滅びた元朝に代わって明朝が中国に興るとモンゴル人によって荒廃した華北に代わって経済の中心も江南に移った。江南の農業生産量は、華北を凌ぐまでになり蘇州・松江の収穫のみで食料が賄えるとして「蘇松熟すれば天下足る」という言葉が作られ、農作物を各地に転売する農本思想が重用された。
13世紀にイスラム商人は、東アフリカ、ペルシア湾からインド洋、東南アジアのマラッカ海峡に至るまでの海路上で活躍した。またこれによって東南アジアでイスラム教が広がった。マレーシア半島に興ったマラッカ王国は、代表的なイスラム国家であり交易ルートの中心的役割を果たし、南シナ海との中継貿易で繁栄した。東アフリカでは、アイユーブ朝、マムルーク朝エジプトが興り、ここでは、カーリミー商人と呼ばれ、イタリア商人と貿易した。
メキシコ高地では、特権商人のポチテカが遠隔地交易によってアステカの征服に貢献していた。
日本では、有力権門や寺社の雑色・神人・供御人が、その権威を背景に諸国と京都を往復して交易を行うようになる。彼らは、荘園制度の崩壊により権門や寺社を本所（名目上の領主）として仰ぎ、自分たちは、奉仕の義務と引き換えに諸国通行自由・関銭免除・治外法権などの特権を保障された集団「座」を組織した。特に大山崎油座は、畿内一円に大きな勢力を誇った。金融は、神に捧げられた上分米や上分銭を資本として神人たちによって行われ、13世紀以降は、利銭も行われた。鎌倉時代から室町時代にかけて活躍した貸金業者は、土倉、酒屋と呼ばれた。彼らは、次第に本所から実権を奪い取って自治を始める町衆まで現れた。堺は、町衆によって自治され「東洋のベニス」と呼ばれる栄華を誇った。豪商たちは、高価な輸入品や権門や寺社の所有する宝物を手に入れると、これらを鑑賞する茶の湯を起こした。室町期の日本商人の発明に「見世棚（みせだな）」があり、15世紀当時の朝鮮では魚肉でも地べたに置いて売っていたため、この見世棚商法は当時の東アジアでは衛生面で画期的な商法であり、日本語における「店」（みせ）の語源ともなり、以降、日本では、店を「たな（棚）」「みせ（見世）」と読むようになった（詳細は棚の日本における見世棚商法、および店も参照）。

### 近代（16世紀 - 19世紀）

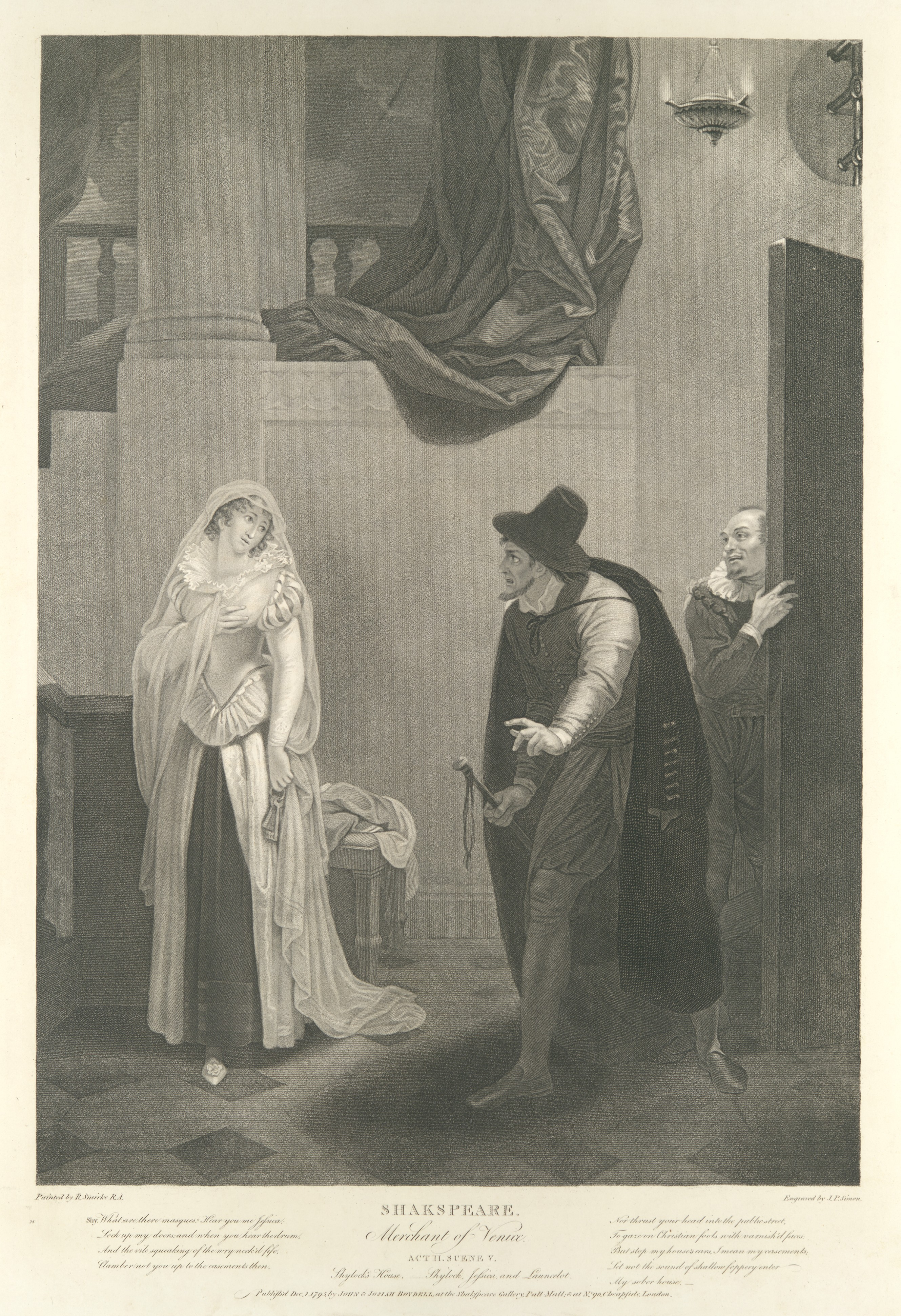
シェークスピアの戯曲『ヴェニスの商人』の挿絵で描かれた、悪名高きシャイロック

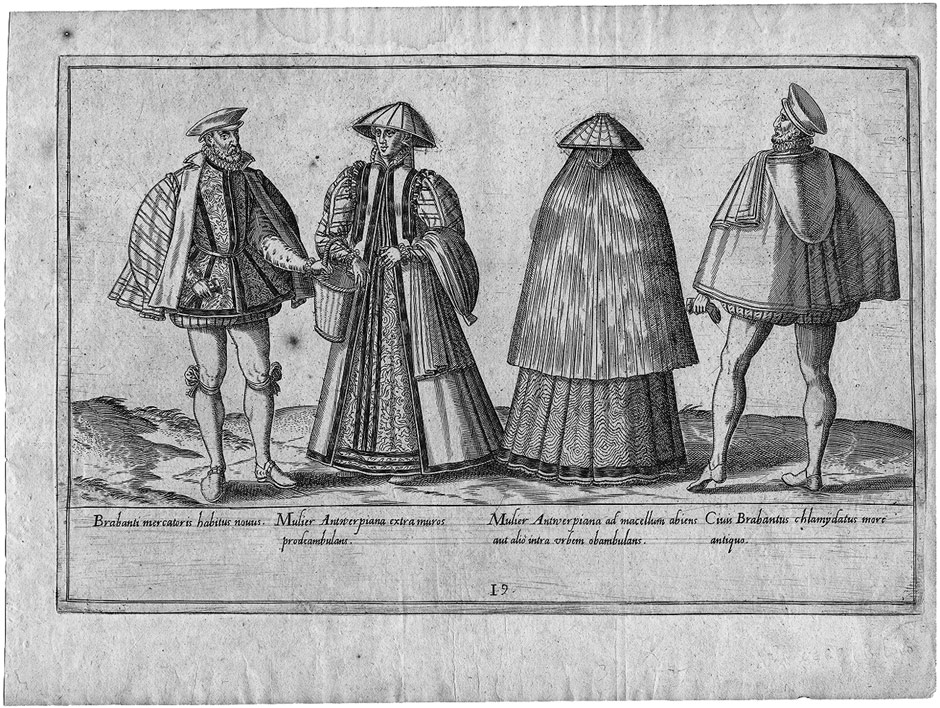
16世紀のブラバントとアントワープの商人の服装(Abraham de Bruyn, 1577年)

欧州列強が海外進出を続ける中、イスラム商人は東南アジアやインド洋から姿を消した。1509年のディウ沖の海戦でポルトガル海軍がマムルーク朝エジプト海軍とインド諸侯連合軍を撃破して、アラビア海を獲得して東南アジアへの海路を確保した。翌年1510年には、インド西岸ゴアを制圧、また翌1511年にポルトガルはマラッカ王国を占領した。1535年にポルトガルはデイウ島に要塞を建設してインド洋の制海権を確固とし、イスラム商人はその後、ダウ船などが細々と活動するのみとなった。
17世紀の危機によりヨーロッパの各国は、財政危機を迎える。その中でオランダは好景気にあり、この時代の経済活動の中心は香辛料貿易と呼ばれた。1602年に世界初の株式会社のオランダ東インド会社が結成され、先に活躍していたポルトガルやスペインを撤退させ、江戸幕府とも結んで日本との貿易の独占も目指した。結果、東南アジアの交易ルートを独占し、ここから17世紀は、「オランダの世紀」とまで呼ばれた。これらの欧州国家の東南アジア、西アジアにおける戦いは、香辛料・茶・アヘン・絹など需要の高い商品の獲得、次いで他国が同じ商品を流通させることで価格が下落することを嫌って独占する事が目的だった。
大英帝国も香辛料貿易を求めて1602年にはジャワ島のバンテンに商館を、1613年（慶長18年）には日本の平戸にもイギリス商館を置いたが、オランダによって妨害を受け、アンボイナ事件でインド攻略に方針転換を迫られた。イギリス植民地時代に起源を持つのがインドのタタ財閥である。英国は関税によりインドの綿織物産業を駆逐して自国の製品を輸出した。一方で英国は茶、磁器、絹を清朝から大量に輸入して貿易赤字に苦しんだ。このためインドでアヘンを栽培させ、それを清朝に輸出して赤字を取り戻そうと考えた。清朝は、アヘンを禁止し、英国のアヘン商人を取り締る際に英国船上の荷をも処分してしまったためアヘン戦争が勃発する。
中国では、人口増加と共に経済が拡大した。明朝に引き続き清朝でも山西商人、新安商人らが活躍した。
16世紀のオスマン帝国では、カピチュレーションによりヨーロッパの商人を国内で活動させる特権商人とした。やがて18世紀には、チューリップ時代と呼ばれ、国力の低下が進んだが、これを打開するためにヨーロッパの文化を取り入れるべきだという風潮が生まれた。しかし対欧州戦争に敗れ、各地も独立・離反して経済活動が縮小し続けた。軍事力が低下し続けるとカピチュレーションの特権商人も各国との不平等条約の足掛かりにされた。
北米、及びアメリカ合衆国は、はじめスペインやポルトガル、オランダ、フランス、イギリスなどの植民地の中継地点として経済的に繁栄した。1776年に合衆国は、独立宣言を行い1846年のメキシコ割譲により「アメfリカ本土」と呼ばれる現在の北米大陸地域を領有するようになる。西海岸でゴールドラッシュが起こると世界各地から一攫千金を求めて人々が集まって経済が活発になった。1853年、織物行商人だったリーヴァイ・ストラウスは、ジーンズを鉱山労働者に販売して大成功を収めた。土佐のジョン万次郎もゴールドラッシュに参加した一人とされる。
18世紀後半、英国をはじめ産業革命により、「カンパニー」と呼ばれる形態が登場し、経営の近代化が進行した。商人と実業家を別けるとするとこの時期である。しかし労使関係は近代化が進まず団結禁止法などが施行され、労働者に対する締め付けが起こった。1834年にロバート・オウエンの指導で「全国労働組合大連合」が結成されるなど労働者運動が起こったがなかなか実らなかった。しかし各国に運動が広がりを見せた。

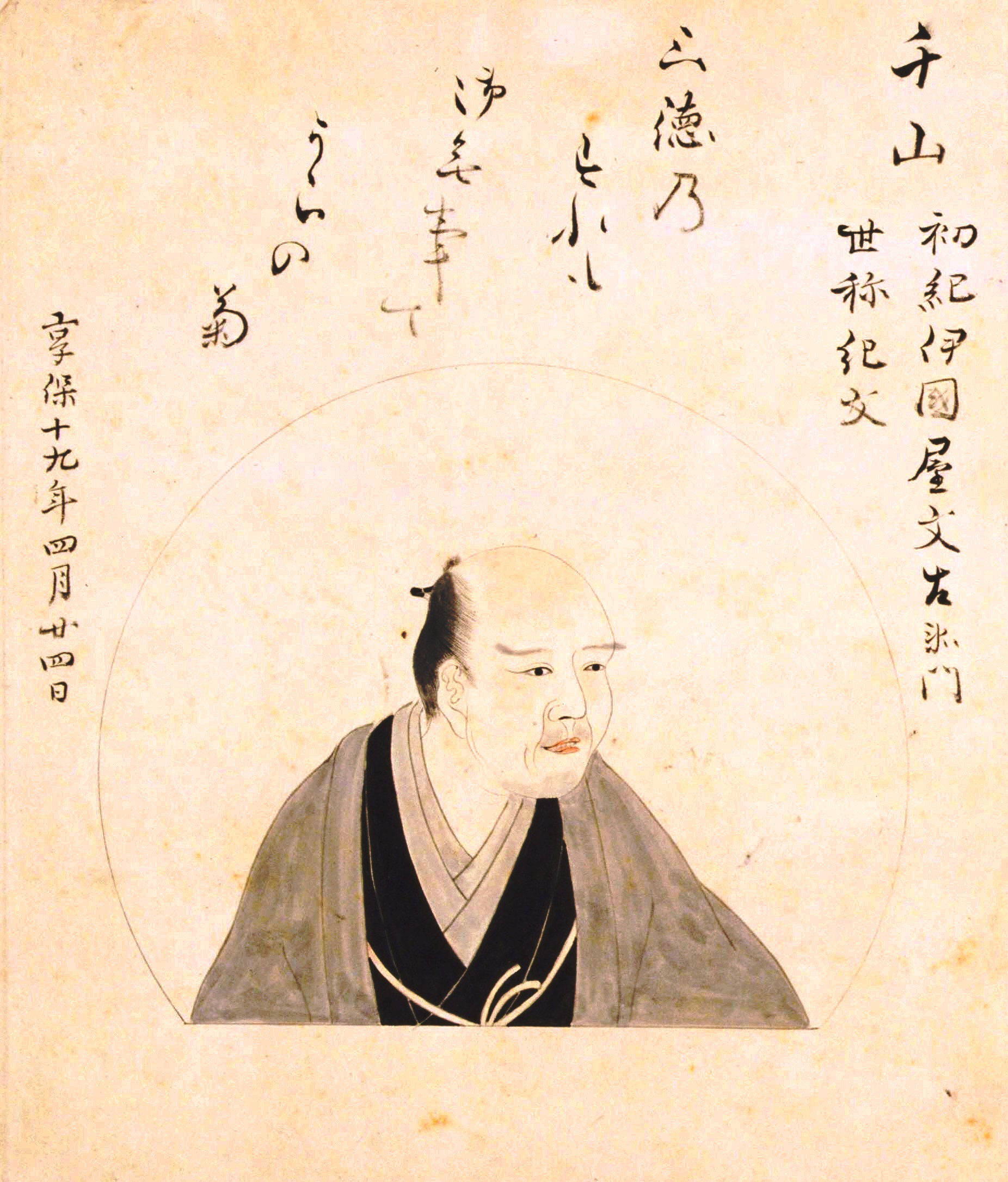
紀伊國屋文左衛門　1734年（享保19年）画

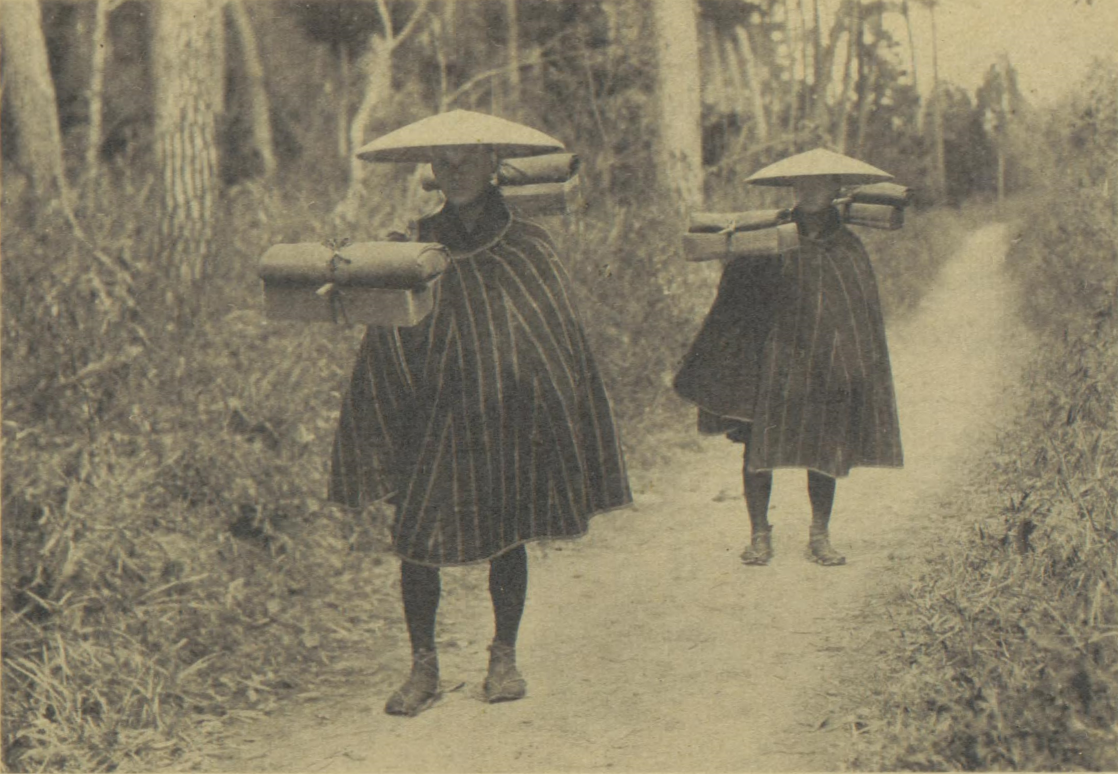
近江商人

日本は、近世にかけて商人がその生業を専門化・分化させていった。戦国時代を経て座は、解体されたが問屋・仲買・小売という現代につながる流通形態の発生がみられ、それぞれに株仲間を結成した。株仲間は、加入者数を制限して売買を独占し、近世初期には物資供給の安定という効果があったが、商品経済の進展の深まりとともに円滑な取引の阻害要因となった。寛永年間において、江戸で3千両持っていた者は、幾人というくらいしかいなかった。ところが元禄も末になると、奈良屋茂左衛門や冬木弥平次などは、一代で40万両も持つに至っている。一石一両の見積もりからすれば、これらの商人は、40万石の大名並みの財力を有していたことになる。
元禄年間は、一攫千金の「夢」から商人がリスクを覚悟で挑戦する時代で、この時期を元禄バブルと呼ぶ人もいる。これが元禄期の終わりと共に中国・朝鮮・オランダとしか交易できなくなったことで、国内の商売（開拓・活動範囲）が限られ、下手に夢を見て商人同士で潰し合いをすると酷い争いが生じかねなくなったため、価値観の転換が行われるようになる。享保年間までに商家では「家訓」が大量に作られるようになり、道徳を守り、信用を重んじ、家を永続させよといった「生活」に重点が置かれた内容となる（夢から生活の中に夢を包む形態）。いわば「永続主義」となり、この価値観から日本では、100年以上続く商家や企業が多い一因ともなっているとされる（日本の老舗一覧も参照）。
江戸幕府は、商人に対して非課税であった。しかし実際には、幕府は、商人から税収を得ており江戸時代を通じて数回行われたのが御用金である。大名ら公権力と結びついた商人を御用商人と呼ぶ。また商人司と呼ばれる商人を統制する役職が各藩に置かれた。
近世以降の日本の主な商人
- 酒田

池田惣左衛門 - 鐙屋
- 会津

簗田藤左衛門 - 簗田屋
- 直江津

蔵田五郎左 - 越後屋
- 甲府

甲州財閥
- 小田原

宇野藤右衛門 - 虎屋
- 駿府

友野二郎兵衛 - 友野屋
- 清洲

伊藤惣十郎 - 伊藤屋
- 安土

西川仁右衛門 - 山形屋
- 京

角倉素庵 - 角倉屋
角倉了以 - 角倉屋
茶屋四郎次郎 - 茶屋
茶屋又四郎 - 茶屋
- 大坂

末吉孫左衛門 - 平野屋
淀屋常安 - 淀屋
- 堺

今井宗久 - 納屋
今井宗薫 - 納屋
呂宋助左衛門 - 納屋
津田宗及 - 天王寺屋
津田宗達 - 天王寺屋
- 大湊

角屋七郎次郎 - 角屋
- 敦賀

道川兵衛三郎 - 川舟屋（敦賀）
- 小浜

組屋源四郎 - 組屋
組屋宗円 - 組屋
- 紀伊

紀伊国屋文左衛門 - 紀伊国屋
- 姫路

鴻池直文 - 鴻池屋
小西行長 - 小西屋（姫路）
小西隆佐 - 小西屋（姫路）
- 尾道

渋谷与右衛門 - 大西屋
- 赤間関

掘立直正 - 下関屋
佐甲藤太郎 - 下関屋
- 浦戸

播磨屋宗徳 - 播磨屋
- 博多

神屋紹策 - 神屋
神屋宗湛 - 神屋
島井宗室 - 博多屋
- 本庄宿

戸谷半兵衛 - 中屋
森田豊香 - 酒屋
その他
- 謝国明
- 鈴木道胤
- 安井道頓
- 近江商人
- 伊勢商人

### 近代（19世紀 - 20世紀）
1602年のオランダ東インド会社から株式会社というものはあったが、産業革命以降、新しい事業を起こすには、これまで以上に資本が必要になった。それまで会社設立は、国王の権威のもとに行われていた勅許会社だったが19世紀には、自由化が目指された。アメリカでは、英国からの独立後、各州政府によって会社設立は許可制となっていた。これらは、銀行業や運河工事、鉄道会社など運営に費用がかかり公的な事業が中心であった。その後、規制が緩和され、自由化された。1868年には、イギリス労働組合会議（TUC）が結成された。その他にも労使間交渉を目的とした団体が結成され始める。これにより株式会社は、株主会議や社員持ち株など民主的な要素も加えられ、前時代的な要素が取り除かれ、ようやく経営形態・労働環境共に近代化された。
アメリカ合衆国の軍艦は、オランダ東インド会社の”傭兵”として長崎に寄港していた。しかし英国の伸長によりオランダも日本に寄り付けなくなるとアジア政策を重視して開国を目指し、日米修好通商条約を結ばせた。これによりアメリカは、太平洋の反対側までも経済圏に収めることになった。19世紀末には、工業生産量が英国を追い抜き、黄金時代と呼ばれる時代になる。この時期のアメリカには、ヘンリー・フォード、ジョージ・ウェスティングハウス、トーマス・エジソン、ジョン・ロックフェラーなどの著名な発明家や実業家が登場している。
日本では幕末に渋沢栄一が、農家出身でありながら幕臣となり、1867年(慶応3年)に時の将軍の弟の徳川昭武の欧州視察の随行員に抜擢されてフランスに渡航し、フランス人から資本主義や株式会社や株式市場についてしっかりと学び、帰国後、明治期に株式会社を設立するようになり、生涯で約500社もの会社設立と経営に携わり、日本初の銀行である第一国立銀行（現・みずほ銀行）の1873年の設立や運営にも関わり、近代的な経済システムを日本に根付かせた。その功績から「近代日本経済の父」と呼ばれている。また渋沢は、儲けを追求するだけでなく、約600の社会福祉事業・社会的事業・教育機関等の支援や民間外交に尽力し、「世のため人のために働いて儲ける」あるいは「公共の利益を追求することで、皆が幸せになり、ひいては国が豊かになる」と考え、それを実践した。
なお、近代化にいち早く成功したヨーロッパ人には、明治期の日本商人（の多く）は、道徳的とは映らず、マックス・ヴェーバーは『世界宗教の経済倫理』第二部『ヒンドゥー教と仏教』の中において、封建時代の倫理観の名残があることを次のように説明している。「明治維新によって藩が解体され、代わって官僚支配が導入され、封建時代に高く評価された名誉観念は一部に継承された。だが、封建的な名誉観念から、市民的な企業倫理は生まれるべくもなかった。維新後、ヨーロッパの実業家は、しばしば日本人の大商人の低級な商業道徳を嘆いた。その一因は商業を相互欺瞞の形式と考える封建的な思想によって説明されよう」として、ヴェーバーはヨーロッパ人としての視点から、明治期の日本商人が信頼に重きを置いておらず、その原因を封建期における駆け引きにあるとし、名誉観念（武士道）から近代商業の倫理は生じえないとまで断じている。明治維新後に政府と結びついて官民癒着で進められた企業を政商と呼んだ。これが武士に代わって商人が政治を動かそうとした名誉観念の一つであろう。近代期の日本では、まだ商売に学問（＝倫理学）は不要であると言う考えが強く、卑しく見られる風潮（封建期の名残）があったことは、渋沢栄一が官僚を辞め、『論語』という学問でもって経済活動を行おうとした時、玉乃世履が誤解から引き止めた逸話（後述書 pp.22 - 23）からも分かり、この時に渋沢は『論語』を引用しながら、「金銭を取り扱うことがなぜ卑しいのだ」と反論し、「官だけが貴い訳ではない」と主張した（守屋淳訳 『現代語訳 論語と算盤』 ちくま新書 第23刷 2018年 p.23）。時に1873年（明治6年）5月のことであり、官僚の認識に封建的価値観が抜けていないことが分かる。また新渡戸稲造は自著『修養』（明治44年刊）第十三章「道」内の「職業的道徳と人としての絶対的道徳」の項において、その最後で商道と人道の対立をたとえ話でしており、人道＝公の利益を優先に比べれば優しい（守りやすい）ものと記している。つまり、近代期の認識として、商道は人道より一段低くみられる。
1911年に中国の清朝で辛亥革命が起こった。これによって中国も社会の様々な分野が近代化され、新安商人などが姿を消した。

## ヒエラルキー
武家の階級ほど明確・統一的なものではないが、近世日本の商家にも上下関係が形成され、大別すると、「主人」と「奉公人（丁稚・手代・番頭）」になる。武家の階級と違い、勤めた年数による昇進である（後述）。
丁稚（江戸では「小僧」、後述書）は、11、2歳で、開店2時間前の暁七ツ（午前4時頃）に起床し、夜まで雑用に従事、夜はそろばんなど商売の基本を先輩から教わるため、睡眠不足になった。加えて無給であったため、耐え切れず、闇に紛れて出奔するものが後を絶たなかった（後述書 p.200）。商家の丁稚・下女には年に2回の休日である藪入りが存在したため、無給ではあっても無休ではなかった。
例としては、丁稚を5年勤めると「若衆」（15 - 18歳で元服）となり、さらに5年勤めて「手代」（給料が発生）となり、手代を10年勤めて「小頭」（役職を与えられる）となり、さらに5年勤めて「組頭」（仕入れの責任者）となり、その後、5年勤め「番頭」となった後、5年後、「暖簾分け」（独立開業）が許される。
- 呉服の白木屋を例にすると、丁稚は奉公4年ほどで「子供頭」という丁稚のリーダーにつき（後述書）、8年目には「手代」へと昇進（後述書）。この手代を10年勤めると「番頭」へと昇格し、屋敷を構え、妻帯を許される（後述書）。この番頭になることができたのは丁稚100人に1人とされる[30]。「暖簾分け」＝支店出店が認められるのは一部の商才に秀でたもののみであり、30年の月日を要した[31]。
- 三井家では、さらに細かく、子供（丁稚）・平役・上座・連役・役頭・組頭・支配・連勤支配・後見・名代・勘定名代・元方掛名代・加判名代・元締・大元締となる[32]。

江戸幕府は10年を超える雇用関係を結ぶことを禁止したため、入店8 - 9年目に一度退職し、国元である本店に向かい、店主に挨拶（初登）し、この間、辞めるものもいた（法的な分岐点）。

中世ヨーロッパの場合、中世都市において商工業者のギルドが作られ、「商人組合」と手工業者による「同職組合（ドイツ語ではツンフト）」に分かれ（後述書 p.89）、特に手工業の職人は、徒弟制度からなり、親方・職人・徒弟の三者から成り、親方のみが同職組合を構成する。

## 信仰
武士や兵士が軍神を祀っていたように、商人身分にも信仰対象となる商業神の文化が存在する。前述の「概説」にあるように、日本語の「あきんど」の語源は、秋に穀物を交易したことに由来するが、ヒマラヤ山麓のネパールでは、アンナプルナ山において、「アンナ・プルナ＝稲・豊穣」という神が町の辻に祀られており、その前で穀物の商売が行われる（後述書 p.36）。これは日本でいえば、稲魂神＝稲荷神に当たり、その神を街の辻に祀り、穀物取引をしているということは、穀物神（土地神）がすなわち商業神（天神）に転じていることを表している（後述書 p.36）。日本においても伏見稲荷は伏見街道の要所にあって、物資が集散し、商業が発生したが、渡来系である秦氏が祭祀を支配するようになると、稲魂神も商業神へと転じることになる。村落の発達に伴い要所を成す町となると、産土神社は定期市場＝五日市・十日市を常設するようになる（山蔭 p.37）。
中国道教における商業神（財神）は人物神であり、生前に財を貯えるのが上手であったり、あるいは主君に諫言する正直者などで、分類としては、「武財神」と「文財神」とに別けられる（後述書 p.220）。一般的には、関帝を武財神として、比干を文財神とするが、趙玄壇を武財神、増福財神＝陽城（元は福の神とする。）を文財神とする説もある（後述書 pp.220 - 221）。道教では五路財神（五顕財神）が代表的な商業神である（窪徳忠 『道教の神々』 講談社学術文庫 10刷2001年(1刷1996年) p.221）。
その他、外国の商業神（商神）に関しては、「Category:商業神」も参照（商人の守護神としては、ローマのメルクリウスもいる）。
仏教の面では、鎌倉時代に形成された鎌倉仏教の一つである日蓮宗（法華宗系）の布教対象層が下級武士と商工業者であったため、13世紀以降、商人には日蓮宗がみられる。商売繁盛を叶える仏としては不空羂索観音がおり、『不空羂索神変真言経』には、この仏を拝みながら真言を唱えると、病気が治り、美人となって好かれ、財宝に恵まれて事業に成功するなど20の現世利益があるとする。
近世期になると、招き猫の伝説が各地で生じ、縁起物として信じられ、招き猫の置物が置かれるようになるが、一部、稲荷信仰ともかかわっている（詳細は招き猫を参照）。第二次世界大戦以後は中国・台湾・アメリカのチャイナタウンにも広がりをみせ、中華圏では「招財猫」と表記される（招き猫の「中文」参照）。

## 倫理・道徳
日本商人においては、近世江戸期に至り、石田梅岩が石門心学を形成し、商人を含めた庶民倫理＝封建下における身分道徳を説き、その地位の向上に努めた。石田の主張としては、政治的には支配層である武士は、「農工商の頭（かしら）」であるが、社会的職人としての立場は武士も商人も対等であると説いた（詳細は、石田梅岩の「人物・人柄」を参照）。
この他、近世期の商人が形成した学派としては、大阪の懐徳堂がある。山片蟠桃のように無鬼論＝無神論者も輩出した他、富永仲基の加上説のように激しい市場変動や流通の動きの中で生活していた町人身分（生まれは商家）だからこそ唱えられた説もある。国学者である本居宣長も元は伊勢商人の出身である（詳細は本居宣長を参照）。享保年間には商家で家訓も大量に作られ（前述、歴史「近代」の節）、近江商人などの「三方（さんぽう）よし」が知られる（近江商人を参照）。
時代をさかのぼって、中世の商人にも法はあったが、現代における制度的な法の意味ではなく、「やり方」「作法」を指し、「悪徳商法」などの用法に近い。こうした作法が、ある種の規準を提供し、互いの振る舞いの辻褄を合わせて、社会生活を整々と営むための拠り所しての意味をもつこととなる。ゆえに中世法は広い通用性を持たなくてもそれぞれの現場ごとのローカルな水準で有用な参照規準として存立することができた。従って、それぞれの村落に法があったように商人仲間には商人仲間で実践されている法があり、積み重ねてきた「例」や「習（ならい）」がそれぞれの実践されるべき法として引照され、主張を支える論拠として掲げられたが（後述書 p.209）、そうした法は仲間内ですら、整合性を保ち、安定していた訳ではなかった。例として、近江国の商人集団がある場所で商売を営むことについて、彼ら自身は「古法」に則った「往古よりの例」と主張したとしても、他の商人集団は「古法」から外れた不当な「新儀」として指弾する、などといった類の対立がしばしば生じ、実力行使により、または有力者の調停によって、そのつど、解決が試みられた。この繰り返しで法を更新し、現場に合わせ、不断に法を生成した。このように中世の時点では、商人という身分全体を通した共通の決まりはなく、小集団内の例や習を法として、次第に形成していった。
ヨーロッパでも中世末になると、イタリア都市などの商人の間には、ある程度、教養のある者も現れてくるが、中世全体の教養・学問は聖職者の独占物であった。
マックス・ヴェーバーは『プロテスタンティズムの倫理と資本主義の「精神」』において、東ドイツ東エルベ地方のポーランド系農業労働者の勤労意識を調査した結果として、近代西欧型の労働者と違い、伝統的生活の維持に必要以上な労働はどんなに賃金を引き上げても拒絶したと記述し、その因を、「現世における労働を卑しいもの」とするカトリックの宗教信仰ゆえと指摘した（後述書 p.44）。こうした考え方をプロテスタンティズム、特にカルヴィニズムの世俗的禁欲主義＝使命としての職業が打ち破ったとし、資本主義精神が形成され、貨幣の得とくを倫理的な義務とみなすことにつながっていき、積極的に商業をおこなうようになっていったとする（後述書 p.46）。「職業は神が栄光をこの世で輝かすべく人々に与えられた使命」とする職業倫理の変革と広まりは、やがて1588年のアルマダの海戦（スペインとイギリスの対立）にもつながり、近代商業倫理の形成にもつながっていった。

## 女性と商人文化
日本において女性商人の登場は平安時代後期よりみられ、『本朝無題詩』には「売炭女（すみうるおんな）」や「売物女（ものをうるおんな）」の記述がみられ（大原女も参照）、後代『七十一番職人歌合』では多くの女性職人が描かれることとなる。南北期から室町時代に多くの女性職人が現れることについて、永原慶二・脇田晴子は、社会的分業の発展に伴う女性の小売業への進出を挙げ、「既成の体制的な活動の場を、男性支配者に抑えられた女性が、新しく台頭してきた商品経済活動を担った」ものと捉えている。また川田順造はアフリカのモシ人の市の「女の領域」にふれ、「市という空間、特に女性の領域では、日常生活空間での男性上位の構造は解体されている」と説く。魚売の商人も女性が多く（同書 p.160）、存在を確認しうる例では、近江国粟津橋橋本供御人が、建久4年（1192年）に京の六角町に四宇の売買屋＝店棚をもつことが認められている。嘉元4年（1306年）9月、代官国近の不法を訴えた供御人に対し、蔵人所が発給した牒には、「四宇供御人等は、皆女商人なり」と記されていることからもわかる。この他、唐粉やコンニャクなどの精進物を扱う商人も女性が多かったと見られており、鎌倉時代には確認される。こうした女性商人の記述は、文献上、室町期以降は減少していくとされ、洛中洛外図屏風に描かれた諸種の店棚においては、男性の補助者として女性が描かれている割合が多い。近世期に活躍した女性商人としては三井殊法（殊宝）がいる（三井家も参照）。また三井家は近代期に広岡浅子も出している。
男子禁制の大奥では七つ口という窓口を通じて買い付けを行ったが、上級女中が暮らす長局（ながつぼね）には、商婆々（あきないばば）という女商人が出入りし、年に一度露店を出し、呉服・タバコ入れ・金平糖などを売っていた。
近世期は客寄せとして、見世（店）女＝看板女が人材として扱われ、17世紀末成立の浮世草子『好色一代女』から記述が見られる。近世期の女性商人は強引な客引きもし、歌川国芳の『山海名産尽』には、「信州名物二十六」蕎麦屋の看板の下で旅人の襟をつかんで店に引き入れようとする女性とそれに抵抗する男の様が描かれている。また近世期では庶民の識字能力向上にともない、商家の下女も勉強するようになっており、「うつぶいて筆で艪を押す夜手習い」という川柳も詠まれている。こうした商家で働く下女・丁稚にも藪入りと呼ばれる休日は存在した。
女性商人を卑しむ考え方はその初期（江戸期以前）より見られ、平安末期成立の『今昔物語集』巻第二十八には、舎人の茨田重方が自分の妻を酷評した言葉として、「顔は猿のようで、心は物売り女と同じ」という表現からもみられる。
フランスなどの欧米諸国ではヴィヴァンディエールという女性の従軍商隊が存在した。

## 備考
- 戦国期では関東の大名達は伊勢・紀伊出身の海賊商人、つまり武力を有した廻船によって流通に関与する商人達を自己の軍隊に招き、水軍として組織していった（後述書 p.251）。甲斐府中の坂田氏も元は府中の商人頭（統制者）として武田氏から重用され、その子孫は甲府の町年寄になったが、その家も、本来は伊勢商人である（久留島典子 『一揆と戦国大名』 講談社 2001年 ISBN 4-06-268913-8 p.251）。
- 平川新（宮城学院女子大学学長、近世史）の研究で、近世期の日本商人が武芸をたしなんでいたことが判明している（後述書）。それによると、2013年宮城県加美町の民家で江戸後期の新陰柳生流一門の血判状が見つかり、安永2年（1773年）正月とあり、道場法度・掟が記され、弟子52人全員が庶民であり、うち24人は商人とみられ、屋号が載っていた（後述書）。この文書には算術の伝授についても記され、算術と共に武芸が素養として認知されていたことを示している（『歴史REAL 敗者の日本史 消えた豪族・武家・皇族』 洋泉社MOOK 2015年 p.124）。また、幕末にもなると、商人も実戦で投入されるようになり、一例として長州征討が挙げられる。長州藩側は、干城隊支配下に、商兵から成る「市勇隊」を結成させ、「民砲隊」の中にも商兵がいるなど、総力戦体制から商人も戦場で戦った（『詳説日本史図録』 山川出版社第5版 2011年 p.199）。
- 商人扱ったことわざとして、「商人（あきんど）に系図無し」（世間では家柄や系図が重んぜられるが、商人の世界では自身の実力次第）、「商人（あきんど）の空誓文」（商人は駆け引きが多く、約束や誓文を出しても信用できない）、「商人（あきんど）は損して、倉が建つ」（普段、儲からないといっていても、いつの間にか倉が建っている）などがあるが、いずれも訓読みである（『実用ことわざ小辞典 日常の故事・諺を網羅』 永岡書店 11刷1985年（初版：1981年） pp.14 - 15.音読みの「しょうにん」に関しては諺が無い）。ヨーロッパには、「海賊は商人の始まり」という言葉がある（兼岩正夫 『封建制社会 新書西洋史3』 講談社現代新書 1973年 p.88）。
- 商人は国際貿易上、外国人と結婚する例もあり、角屋七郎次郎の孫の1人はベトナム王族グエン氏の娘を妻にしている（磯田道史 『日本史の内幕 戦国女性の素顔から幕末・近代の謎まで』 中公新書 10版 2018年（初版：2017年） ISBN 978-4-12-102455-8 p.76）。また17世紀初頭の南米において日本商人が定住し、現地女性と結婚した住民調査記録があり（日系人の歴史も参照）、これはアメリカ植民地時代において、その初期から日本人もいたことの証明であり、このことは放送大学の講義においても紹介されている。これらの商人は徳川幕府の鎖国体制、外国からの帰国を禁じた政策によって、帰国できない状況も関係する（角屋七郎次郎の孫も帰国できなかった。磯田道史 『日本史の内幕』 p.76）。一方で、密貿易自体は諸藩において、幕末まで続いた。例として、加賀藩の銭屋五兵衛という商人は藩ぐるみでロシアと交易し、のちに投獄され、浜田藩では会津屋八右衛門の提案で、朝鮮・スマトラ・ジャワまで密貿易した竹島事件を起こし、長州・薩摩・佐賀藩では密貿易の収入で財政を立て直し、幕末まで軍費としていた（水戸計 『江戸の大誤解』 彩図社 2016年 ISBN 978-4-8013-0194-8 p.142）。
- 戦国大名は、農家であれ、商業であれ、領民が家屋を建てていれば、税金を取ったが、江戸期では、税は主に田畑から取る制度に傾き、商業に対しては御用金がかからないよう、税が軽くなっており（後述書）、実質、商業優遇税の社会で、農村より都市の税が軽かったため、商人が栄えることとなる（磯田道史 『日本史の探偵手帳』 文春文庫 2019年 pp.32 - 33）。社会統治の主流であった儒教では農本思想が強調されたが、実態としては、商人が優遇されていた。
- 13世紀にイタリア商人のレオナルド・フィボナッチが北アフリカのアルジェ（アルジェリア）に渡った際、現地の商人はそろばんではなく、紙に数字を書いて計算する方法を行っており、0から9まで用いるアラビア数字の計算法を知ったフィボナッチはイタリアに広めるべく、1202年に『算術の書』を出版し、ヨーロッパ社会では200年も経たぬ内に商人も為替業者も大半はペンと紙を用いる計算方法を取り入れるようになった（クリストファー・ロイド 『137億年の物語』 p.296）。

## 日本の商人と西洋の商人の文化の比較
日本の「商人」は、英語の「Merchant」とは概念が異なり、近代以前に活躍した商店主を指す。この使い分けは、江戸時代までの商人と明治維新後の実業家の経営形態が大きく異なるために発生すると考えられる。しかし海外まで含めるとどこまでが商人で、どこからが「実業家」や「経営者」なのかは、線引きがなく、習慣的と指摘できる。
日本の商人の西洋の商人との文化的差異の一例として、家紋、つまり世襲制の紋章が挙げられる。西洋の紋章の場合、騎士身分という特定の身分に限定され、庶民の使用を禁止していたのに対し、日本では庶民の使用は禁じられておらず、商家の暖簾や商標にも用いられている。単なるロゴの場合、一族による世襲制ではないことから、文化的な違いと言える。中世ヨーロッパ商人の中には、貴族化する例が生まれるが（後述書）、こうした巨万の富を得た商人は次第に事業の失敗を恐れ、土地に投資し、自ら土地貴族となり、古い貴族の生活を模倣し、城を建て、娘を貴族に嫁がせ、貴族の称号と紋章を手に入れた（兼岩正夫 『封建制社会 新書西洋史3』 講談社現代新書 1973年 p.97）。すなわち、西洋では貴族化しなければ、世襲制の紋章を手に入れられなかった。

## あきんど、あきうどの語源
日本語における「あきひと・あきうど・あきんど」の「あき」とは、「秋」と同源であり、その時期に成熟した穀物を交易することに由来する（前書 p.215）。従って、訓読み＝日本語の意味で表記した場合、「秋人」であり、漢字表記における語源（商国由来）とは異なる。この「あきひと」という語自体は、『古今和歌集仮名序』（10世紀初頭成立）に、「商人（あきひと）のよき衣（きぬ）着たらむがごとし」とあり、平安時代前期から見られる言葉である（武田祐吉 久松潜一編 『角川古語辞典 改訂版』 角川書店 改訂148版1971年 p.16）。10世紀中頃の『和名類聚抄』巻二の商人の項目においても、和名を「阿岐比止（あきひと）」とすると記述が見られる。

## 商人と産業分類
なお、商人が営む商業というのは、コーリン・クラークの産業分野の区分では、農業・工業以外の業種とされた。第三次産業である。